# Claude de la Sengle
Claude de la Sengle (1494?-Mdina, 18 de agosto de 1558) fue Gran Maestre de los Caballeros Hospitalarios desde 1553 hasta su muerte.

## Biografía
Luchó con distinción contra los berberiscos y los turcos, distinguiéndose en la toma de Mahdía (1550) por los españoles. Reforzó las fortificaciones de Malta, expandiendo el fuerte de San Miguel y completando el de San Telmo, y fundó la ciudad de Senglea, llamada así en su honor, que aún luce su escudo de armas. Fue enterrado en la capilla del Fuerte de San Ángel, y su corazón en la iglesia de la Anunciación de Rabat.

## Literatura
- Pierre d’Avity, Johann Ludwig Gottfried. Archontologiae Cosmicae. Libro III: Origo Ordinum Militarium, tam Regularium. Jennisius, Frankfurt am Main 1628.

| Predecesor: Juan de Homedes y Coscon | Gran maestre de la Orden de Malta 1553-1557 | Sucesor: Jean Parisot de la Valette |